# Psykologisme
Psykologismen er en erkendelsesteoretisk og relativistisk teori om grundlaget for viden. Dens tese er, at erkendelse og logik er begrundet i den menneskelige psykologi. David Hume kan ses som dens grundlægger, idet han opfattede tænkning som styret af psykisk kausalitet. Psykologismen var udbredt i perioden op til år 1900 og repræsenteret af tænkere som Theodor Lipps og Wilhelm Wundt. Utilitarismen arbejdede videre med psykologismen. John Stuart Mill udgav i 1843 sin A System of Logic, Ratiocinative and Inductive. De tyske filosoffer Johann Eduard Erdmann og Christoph von Sigwart regnes også som psykologister.

## Kritik af psykologismen
Gottlob Frege kritiserede psykologismen i sit værk fra 1884 Die Grundlagen der Arithmetik (Aritmetikkens grundlag). Fænomenologiens grundlægger Edmund Husserl kritiserede psykologismen meget grundigt i første bind af Logische Untersuchungen (Logiske undersøgelser). Bl.a. påpeger Husserl, at psykologien er nødt til at forudsætte logikkens regler for at kunne være en videnskab, samt at psykologismen kun kan beskrive, hvordan vi tænker, men ikke hvordan vi bør tænke. Kritikken af psykologismen har derfor haft afgørende betydning for det tyvende århundredes filosofi, idet altså både fænomenologien og den moderne analytiske filosofi opstod som en reaktion imod psykologismen.

## Eksterne referencer
- Opslagsordet Psychologism fra Stanford Encyclopedia of Philosophy af Martin Kusch

## Literatur
- Jacquette, Dale (Ed.): Philosophy, psychology, and psychologism , Kluwer Academic Publ.: Dordrecht, 2003; ISBN 1-4020-1337-X
- Viktor E. Frankl: Der Mensch vor der Frage nach dem Sinn. Eine Auswahl aus dem Gesamtwerk. Piper, München 1979/2002. (16. Aufl.). ISBN 3-492-20289-6
- Edmund Husserl: Philosophie als strenge Wissenschaft. Logos, Bd. 1, 1910/1911, S. 289-341.
- Dieter Münch: Die mannigfaltigen Beziehungen zwischen Philosophie und Psychologie. Das Verhältnis Edmund Husserls zur Würzburger Schule in philosophie-, psychologie- und institutionengeschichtlicher Perspektive. In: Jürgen Jahnke, Jochen Fahrenberg, Reiner Stegie, Eberhard Bauer (Hrsg.): Psychologiegeschichte – Beziehungen zu Philosophie und Grenzgebieten. Profil, München 1998, S. 319-345. ISBN 3-89019-461-3
- Nicole D. Schmidt: Philosophie und Psychologie. Trennungsgeschichte, Dogmen und Perspektiven. Rowohlt, Reinbek 1995. ISBN 3-499-55556-5
- Wilhelm Wundt: Psychologismus und Logizismus. Kleine Schriften. Band 1. Engelmann. Leipzig 1910, S. 511-634.

| filosofi | Spire Denne filosofiartikel er en spire som bør udbygges. Du er velkommen til at hjælpe Wikipedia ved at udvide den. |